# Carter Cruise
Pour les articles homonymes, voir Cruise.
Carter Cruise, née le 24 avril 1991 à Atlanta en Géorgie, est une actrice pornographique et mannequin américaine.

## Biographie
Carter Cruise est née en Géorgie, mais grandit en Caroline du Nord. Elle est d'origine cherokee et galloise. Durant son enfance, elle est scolarisée à domicile. En 2009, elle entre à l'université de l'Est de la Caroline, pour suivre des études psychologie et de droit. À la fin de l'année 2013, Carter Cruise quitte ses études universitaires en psychologie pour épouser une carrière dans l'industrie du sexe. Avant de devenir actrice de films pornographiques, elle a été Hooters girl et secouriste.

## Carrière
Carter Cruise a commencé à travailler en tant que modèle érotique à l'été 2013. Elle a fait ses débuts dans la pornographie au mois d'août de cette année, après avoir contacté l'agence de recherche de nouveaux talents East Coast Talents, basée en Floride. Elle a déménagé à Los Angeles en mars 2014 et a signé avec l'agence Spiegler Girls en juin. Ce même mois, elle apparaît dans le dernier numéro d'Adult Video News.
En 2015, Carter Cruise devient la deuxième actrice à remporter l'AVN Award de la meilleure nouvelle starlette et de la meilleure actrice la même année, après Jenna Jameson en 1996. En août 2015, elle signe un contrat d'exclusivité d'un an avec Axel Braun Productions. Depuis août 2015, elle ne tourne plus que des scènes lesbiennes.

## Vie privée
Dans un entretien accordé en 2014 à la version Internet du magazine Cosmopolitan, elle déclare qu'elle a toujours voulu faire partie du show business. Elle reconnait qu'elle n'avait pas l'intention de suivre des études supérieures mais qu'elle l'a tout de même fait pour continuer sa relation avec son petit ami. Après avoir pris un semestre de césure afin de planifier son avenir, elle revient avec l'idée d'utiliser son nom comme une marque.
Elle témoigne que ses parents connaissent ses choix et la soutiennent. Carter Cruise décrit son père comme "le plus grand féministe".
Carter Cruise a révélé dans une interview qu'elle avait des relations tant avec des hommes qu'avec des femmes. Sa première expérience avec une autre femme fut avec l'une de ses meilleures amies de faculté.

## Distinctions
- AVN Awards 2015[4] :
  - Meilleure nouvelle starlette (Best New Starlet)
  - Meilleure actrice (Best Actress) pour Second Chances (New Sensations)
- XRCO Awards 2015 Nouvelle starlette (New Starlet)[5]
- XBIZ Awards 2015[6] :
  - Meilleure nouvelle starlette (Best New Starlet)
  - Meilleure actrice dans un film scénarisé (Best Actress - Feature Movie) pour Second Chances (New Sensations)
  - Meilleure actrice dans un film « lesbien » (Best Actress - All-Girl Release) pour Lesbian Vampire Academy (Hustler Video)

## Filmographie sélective
- 2013 : Carter's Cosmic Fuck
- 2013 : Fine Ass Lesbos
- 2014 : Road Queen 31
- 2014 : Lesbian Seductions: Older/Younger 48
- 2014 : Lesbian Adventures: Older Women, Younger Girls 6
- 2015 : Lesbian Adventures: Strap-On Specialists 08
- 2015 : Girls Kissing Girls 17
- 2015 : Belladonna: Fetish Fanatic 17
- 2016 : Don't Tell Daddy
- 2016 : Jelena Jensen and Her Girlfriends
- 2017 : Lesbian Lust
- 2017 : Women Seeking Women 141
- 2018 : Lesbian Seductions 63